# Parchi nazionali d'Italia

Mappa dei parchi nazionali (in verde) e dei parchi regionali (in arancione) in Italia nel 2004. La carta rappresenta tutti i parchi nazionali esistenti a tale data, pari a 23

I parchi nazionali d'Italia sono aree naturali protette terrestri, marine, fluviali o lacustri italiane, che contengano uno o più ecosistemi intatti (o solo parzialmente alterati da interventi antropici) e/o una o più formazioni fisiche, geologiche, geomorfologiche, biologiche d'interesse nazionale ed internazionale, per valori naturalistici, scientifici, culturali, estetici, educativi o ricreativi, tali da giustificare l'intervento dello Stato per la loro conservazione.
Attualmente i parchi nazionali iscritti nell'Elenco ufficiale delle aree naturali protette (EUAP) sono ventisei (di cui uno istituito ma non operativo), che complessivamente coprono una superficie di oltre 1.680.000 ettari (16.000 km², corrispondenti a circa il 5,3% del territorio nazionale).

## Elenco

### Parchi istituiti prima della Seconda guerra mondiale
| Nome                                                                                          | Territori interessati | Superficie protetta | Anno | Immagine |
| --------------------------------------------------------------------------------------------- | --- | ------------------- | ---- | -------- |
| Parco nazionale Gran Paradiso                                                                 | 13 comuni in 2 regioni: - 7 in Valle d'Aosta; - 6 in Piemonte (città metropolitana di Torino) | 71.043 ha           | 1922 |          |
| Parco nazionale d'Abruzzo, Lazio e Molise (fino al 2001 denominato Parco nazionale d'Abruzzo) | 25 comuni in 3 regioni: - 12 in Abruzzo (provincia dell'Aquila); - 8 nel Lazio (provincia di Frosinone); - 5 in Molise (provincia di Isernia)                                                     | 49.680 ha           | 1923 |          |
| Parco nazionale del Circeo                                                                    | 4 comuni nel Lazio (provincia di Latina) | 8.917 ha            | 1934 |          |
| Parco nazionale dello Stelvio                                                                 | 22 comuni in 2 regioni: - 13 in Trentino-Alto Adige (10 della provincia di Bolzano e 3 della provincia di Trento); - 9 in Lombardia (6 della provincia di Sondrio e 3 della provincia di Brescia) | 130.734 ha          | 1935 |          |

### Parchi istituiti dal dopoguerra sino agli anni 1980
| Nome | Territori interessati | Superficie protetta                                               | Anno | Immagine |
| --- | --- | ----------------------------------------------------------------- | ---- | -------- |
| Parco nazionale della Calabria † (istituito nel 1968 e ampliato nel 1985, fu ridotto nel 1989 quando la sua porzione meridionale fu distaccata per formare il Parco nazionale dell'Aspromonte e soppresso definitivamente nel 2002, quando la porzione restante divenne Parco nazionale della Sila) | 58 comuni in Calabria: - 37 della città metropolitana di Reggio Calabria; - 11 della provincia di Cosenza, 6 della provincia di Catanzaro e 4 della provincia di Crotone | 12.000 ha (1968-1985) 16.000 ha (1985-1989) 13.000 ha (1989-2002) | 1968 |          |
| Parco nazionale delle Dolomiti Bellunesi | 15 comuni in Veneto (provincia di Belluno) | 31.034 ha                                                         | 1988 |          |
| Parco nazionale del Pollino | 54 comuni in 2 regioni: - 32 in Calabria (provincia di Cosenza); - 24 in Basilicata (22 della provincia di Potenza e 2 della provincia di Matera)                        | 192.565 ha                                                        | 1988 |          |
| Parco nazionale dell'Aspromonte | 37 comuni in Calabria (città metropolitana di Reggio Calabria) | 64.545 ha                                                         | 1989 |          |
| Parco nazionale delle Foreste Casentinesi, Monte Falterona e Campigna | 11 comuni in 2 regioni: - 6 in Toscana (4 della provincia di Arezzo e 2 della città metropolitana di Firenze); - 5 in Emilia-Romagna (provincia di Forlì-Cesena)         | 36.843 ha                                                         | 1989 |          |

### Parchi istituiti negli anni 1990
| Nome | Territori interessati | Superficie protetta                            | Anno | Immagine |
| --- | --- | ---------------------------------------------- | ---- | -------- |
| Parco nazionale del Gran Sasso e Monti della Laga                                                                            | 44 comuni in 3 regioni: - 40 in Abruzzo (16 della provincia dell'Aquila, 14 della provincia di Teramo e 10 della provincia di Pescara); - 2 nel Lazio (provincia di Rieti); - 2 nelle Marche (provincia di Ascoli Piceno) | 148.935 ha                                     | 1991 |          |
| Parco nazionale del Cilento, Vallo di Diano e Alburni (fino al 2011 denominato Parco nazionale del Cilento e Vallo di Diano) | 80 comuni in Campania (provincia di Salerno) | 181.048 ha                                     | 1991 |          |
| Parco nazionale della Maiella                                                                                                | 39 comuni in Abruzzo (14 della provincia di Chieti, 13 della provincia dell'Aquila e 12 della provincia di Pescara) | 74.095 ha                                      | 1991 |          |
| Parco nazionale del Gargano                                                                                                  | 18 comuni in Puglia (provincia di Foggia) | 121.118 ha                                     | 1991 |          |
| Parco nazionale della Val Grande                                                                                             | 16 comuni in Piemonte (provincia del Verbano-Cusio-Ossola) | 17.021 ha                                      | 1991 |          |
| Parco nazionale dei Monti Sibillini                                                                                          | 16 comuni in 2 regioni: - 14 nelle Marche (9 della provincia di Macerata, 3 della provincia di Ascoli Piceno e 2 della provincia di Fermo); - 2 in Umbria (provincia di Perugia)                                          | 71.437 ha                                      | 1993 |          |
| Parco nazionale dell'Arcipelago di La Maddalena                                                                              | 1 comune in Sardegna (La Maddalena in provincia di Sassari) | 5.134 ha (più 15.046 ha di superficie a mare)  | 1994 |          |
| Parco nazionale del Vesuvio                                                                                                  | 13 comuni in Campania (città metropolitana di Napoli) | 8.482 ha                                       | 1995 |          |
| Parco nazionale dell'Arcipelago Toscano                                                                                      | 11 comuni in Toscana (10 della provincia di Livorno e 1 della provincia di Grosseto) | 17.690 ha (più 61.470 ha di superficie a mare) | 1996 |          |
| Parco nazionale dell'Asinara                                                                                                 | 1 comune in Sardegna (Porto Torres in provincia di Sassari) | 5.170 ha                                       | 1997 |          |
| Parco nazionale del Golfo di Orosei e del Gennargentu (non operativo)                                                        | 25 comuni in Sardegna (19 della provincia di Nuoro, 6 della provincia dell'Ogliastra e 1 della città metropolitana di Cagliari)                                                                                           | 73.935 ha                                      | 1998 |          |
| Parco nazionale delle Cinque Terre                                                                                           | 5 comuni in Liguria (provincia della Spezia) | 3.868 ha                                       | 1999 |          |

### Parchi istituiti negli anni 2000
| Nome                                                         | Territori interessati | Superficie protetta | Anno | Immagine |
| ------------------------------------------------------------ | --- | ------------------- | ---- | -------- |
| Parco nazionale dell'Appennino Tosco-Emiliano                | 13 comuni in 2 regioni: - 8 in Toscana (5 della provincia di Massa-Carrara e 3 della provincia di Lucca); - 5 in Emilia-Romagna (3 della provincia di Reggio Emilia e 2 della provincia di Parma) | 26.149 ha           | 2001 |          |
| Parco nazionale della Sila                                   | 21 comuni in Calabria (11 della provincia di Cosenza, 6 della provincia di Catanzaro e 4 della provincia di Crotone)                                                                              | 73.695 ha           | 2002 |          |
| Parco nazionale dell'Alta Murgia                             | 14 comuni in Puglia (10 della città metropolitana di Bari e 4 della provincia di Barletta-Andria-Trani)                                                                                           | 68.077 ha           | 2004 |          |
| Parco nazionale dell'Appennino Lucano Val d'Agri Lagonegrese | 29 comuni in Basilicata (provincia di Potenza) | 68.996 ha           | 2007 |          |

### Parchi istituiti negli anni 2010 e 2020
| Nome                                      | Territori interessati | Superficie protetta | Anno | Immagine |
| ----------------------------------------- | --- | ------------------- | ---- | -------- |
| Parco nazionale dell'Isola di Pantelleria | 1 comune in Sicilia (Pantelleria in provincia di Trapani) | 6.560 ha            | 2016 |          |
| Parco nazionale del Matese                | 52 comuni in 2 regioni: - 30 in Campania (14 della provincia di Benevento e 16 della provincia di Caserta); - 22 in Molise (6 della provincia di Campobasso e 16 della provincia di Isernia) | 87.897,7 ha         | 2025 |          |

## Parchi nazionali in progetto
Risultano in progetto altri parchi nazionali.
L'articolo 8, comma 3, della legge 93 del 23 marzo 2001 ha previsto l'istituzione del Parco nazionale della Costa teatina (nella Costa dei Trabocchi in Abruzzo). L'iter legislativo per l'istituzione del parco è stato molto lungo e travagliato, caratterizzato da lunghi periodi di arresto, anche a causa delle vicende politiche locali. Nonostante la perimetrazione provvisoria del parco operata dal commissario ad acta Giuseppe De Dominicis, nominato con DPCM 4 agosto 2014, la legge regionale che istituiva il parco è stata bloccata dalla Corte costituzionale, poiché - insistendo su un'area marina - la competenza della sua istituzione spetta allo Stato.
Ai sensi dell'art. 26 §4-septies della legge n. 222/2007, è prevista l'istituzione di 4 parchi nazionali in Sicilia. In riferimento a questa iniziativa legislativa, la Corte costituzionale con la sentenza n. 12 del 2009 ha stabilito che la competenza in materia di parchi nazionali spetta esclusivamente allo Stato anche nelle regioni a statuto speciale, cui resta la competenza dei parchi regionali. I parchi nazionali previsti in Sicilia sono:
- Parco delle Egadi e del litorale trapanese,
- Parco delle Eolie,
- Parco degli Iblei.

A questi va aggiunto il Parco nazionale dell'Isola di Pantelleria, la cui istituzione è stata approvata dal Consiglio dei ministri del 20 giugno 2016, previo assenso della Giunta regionale della Sicilia, e attuata con decreto del Presidente della Repubblica del 28 luglio 2016, pubblicato sulla Gazzetta ufficiale il 7 ottobre seguente.
La successiva legge di disciplina dei parchi, sempre risalente al 2016, approvata in prima lettura al Senato della Repubblica, ha previsto l'istituzione di due nuovi parchi nazionali: quello del Matese tra Molise e Campania e quello di Portofino in Liguria (aree già protette come Parco regionale del Matese e Parco naturale regionale di Portofino), oltre a una nuova delega per la creazione del Parco interregionale Delta del Po. Per i primi due parchi, la legge di bilancio per il 2018 ha stanziato i fondi per procedere alla loro istituzione in attesa che le regioni competenti si attivino per la perimetrazione delle aree protette e per la definizione delle norme di salvaguardia, atti necessari alla creazione dell'ente parco. Il decreto ministeriale (DEC/MIN/332/2021) del 6 agosto 2021 ha definito la delimitazione provvisoria del Parco nazionale di Portofino, affidandone la gestione a un comitato di gestione provvisoria in attesa del decreto del Presidente della Repubblica che avrebbe istituito ufficialmente il parco nazionale e il relativo ente gestore. Tuttavia il decreto ministeriale non ha trovato applicazione alla luce di una sentenza del TAR della Liguria dell'ottobre 2024, motivata da ricorsi della regione e dei comuni interessati, che ha parzialmente annullato il decreto stesso.
Il 22 aprile 2025 un decreto ministeriale ha istituito la delimitazione provvisoria del Parco nazionale del Matese.

## Parchi nazionali per regione
| Regione               | Di cui propri | Di cui condivisi tra più regioni | Totale |
| --------------------- | ------------- | -------------------------------- | ------ |
| Valle d'Aosta         | —             | 1                                | 1      |
| Piemonte              | 1             | 1                                | 2      |
| Liguria               | 1             | —                                | 1      |
| Lombardia             | —             | 1                                | 1      |
| Trentino-Alto Adige   | —             | 1                                | 1      |
| Veneto                | 1             | —                                | 1      |
| Friuli-Venezia Giulia | —             | —                                | —      |
| Emilia-Romagna        | —             | 2                                | 2      |
| Toscana               | 1             | 2                                | 3      |
| Marche                | —             | 2                                | 2      |
| Umbria                | —             | 1                                | 1      |
| Lazio                 | 1             | 2                                | 3      |
| Abruzzo               | 1             | 2                                | 3      |
| Molise                | —             | 2                                | 2      |
| Campania              | 2             | 1                                | 3      |
| Puglia                | 2             | —                                | 2      |
| Basilicata            | 1             | 1                                | 2      |
| Calabria              | 2             | 1                                | 3      |
| Sicilia               | 1             | —                                | 1      |
| Sardegna              | 3             | —                                | 3      |